# Вільгельміна Прусська (1774—1837)
Вільгельміна Прусська (нім. Wilhelmine von Preußen), Фредеріка Луїза Вільгельміна Прусська (нім. Friederike Luise Wilhelmine von Preußen), 18 листопада 1774 — 12 жовтня 1837) — прусська принцеса з династії Гогенцоллернів, донька короля Пруссії Фрідріха-Вільгельма II та гессен-дармштадтської принцеси Фредеріки Луїзи, дружина короля Нідерландів Віллема I.

## Біографія
Вільгельміна народилася 18 листопада 1774 року у Потсдамі. Вона була четвертою дитиною та другою донькою в родині кронпринца Пруссії Фрідріха-Вільгельма та його другої дружини Фредеріки Луїзи Гессен-Дармштадтської. Дівчинка мала старших братів Фрідріха Вільгельма та Людвіга. Старша сестра померла немовлям до її народження. Королем Пруссії в цей час був їхній дядько Фрідріх II Великий.
Дівчиною освоїла кілька європейських мов, гарно музиціювала та добре малювала. Віддавала перевагу написанню біблейських сцен та сімейних портретів. Полюбляла грати у придворних театральних постановках. Була відома своєю красою та шармом.
У 16 років Вільгельміна взяла шлюб із 19-річним принцом Віллемом Оранським, сином штатгальтера Нідерландів Вільгельма V. Весілля відбулося 1 жовтня 1791 року у королівському палаці Берліна. Шлюб був укладений з політичних мотивів союзу Оранського дому та Пруссії, однак молодята кохали одне одного. Оселилися в палаці Нордеінде в Гаазі. Подружнє життя виявилося щасливим. У пари було шестеро дітей, з яких живими народились четверо.

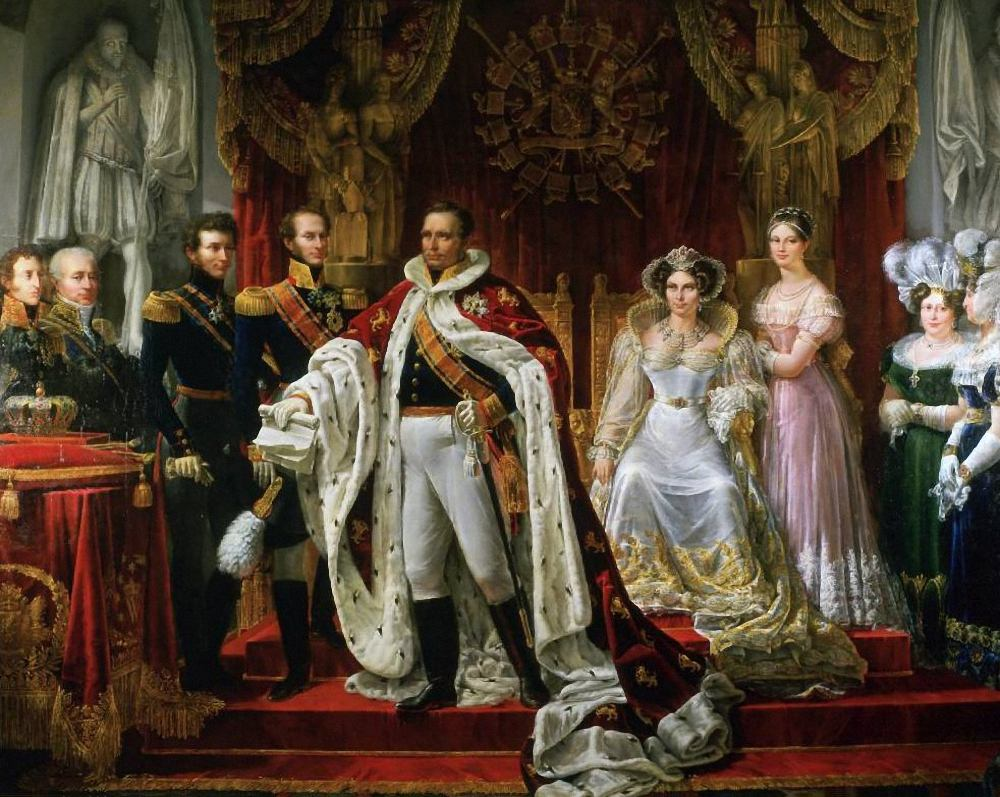
Коронація Віллема I. Вільгельміна поруч із чоловіком

У 1795 році до Нідерландів вдерлися французи, палац Нордеінде був захоплений як військовий трофей, і правляча родина була змушена емігрувати. Спочатку вони жили в Англії, а у 1796 — переселилися до Берліна. У 1806 році французька навала дійшла й до Пруссії. Вільгельміні було дозволено залишитися у столиці. У 1813 році вона перебралася до придбаного маєтку в Силезії, де жила у скрутних економічних умовах. На початку 1814 року разом із чоловіком повернулася до Гааги.
За рішенням Віденського конгресу Віллем став королем Об'єднаного королівства Нідерландів. Проживала родина у Гаазі влітку та в Брюсселі взимку. Королева відрізнялася скромною поведінкою, не грала політичної ролі та перебувала на задньому плані. На бельгійських землях, які входили до складу королівства, її критикували за німецький стиль в одязі. Щороку вона також навідувала Берлін.
Вільгельміна полюбляла мистецтво, цікавилася живописом, відвідувала виставки, підтримувала музеї та протегувала художникам. Займалася благодійністю.
У 1820-х роках у королеви почалися проблеми зі здоров'ям. У 1829 році повідомлялося, що дехто був у шоці від худорлявості та блідості правительки. У квітні 1837 вона разом із чоловіком відвідала виставу у Амстердамі. Глядачі були вражені її «старою зовнішністю, зігнутою поставою та важкістю ходи». Наприкінці травня Вільгельміна виїхала до Берліна, аби бути присутньою на хрестинах свого онука Альбрехта. Її дуже втомила ця поїздка, і літо королева проводила у заміському палаці Гет-Лоо. У жовтні разом із чоловіком поїхала до Гааги. Дуже заслабнувши під час переїзду, королева померла за кілька днів після прибуття у своєму ліжку в присутності чоловіка, сина та онука.
26 жовтня Вільгельміну поховали у склепі родини Оранж-Нассау у Новій церкві Делфту.

## Родина
Чоловік — Віллем I, король Нідерландів
Діти:
- Віллем (1792—1849) — наступний король Нідерландів, був одружений із російською великою княжною Анною Павлівною, мав із нею п'ятеро дітей;
- Фредерік (1797—1881) був одружений із Луїзою Прусською, мав із нею четверо дітей;
- Пауліна (1800—1806) померла в дитячому віці;
- Маріанна (1810—1883) була одружена із Альбрехтом Прусським, мала четверо дітей.